# Philine tincta
Philine tincta är en snäckart som beskrevs av Addison Emery Verrill 1882. Philine tincta ingår i släktet Philine och familjen havsmandelsnäckor. Inga underarter finns listade i Catalogue of Life.